# Cliffortia crassinervis
Cliffortia crassinervis es una especie de planta del género Cliffortia, perteneciente a la familia Rosaceae.

## Taxonomía
Cliffortia crassinervis fue descrita por August Henning Weimarck en 1959.

## Distribución
Se encuentra en el territorio de las Provincias del Cabo.